# Perry Mason: Assassinio in diretta
Perry Mason: Assassinio in diretta (Perry Mason: The Case of the Shooting Star) è un film per la televisione del 1986 diretto da Ron Satlof.

## Trama
Robert McCay è il regista di un film che si sta girando in città e ha un rapporto complesso di amicizia-inimicizia con Steve Carr, un conduttore di show televisivo. I due vengono visti litigare a causa di una attrice, compagna di Robert. Successivamente Robert racconta al magazziniere degli effetti speciali del film che insieme a Carr, con il quale si è riappacificato, stanno organizzando uno scherzo: dovrà andare agli studi televisivi e sparare in diretta al presentatore. Chiede quindi al magazziniere una pistola con pallottole a salve che terrà in macchina nel cruscotto sino al momento di andare agli studi. Avendo un microfono addosso, tutti quelli della troupe del film sentono quello che McCay ha intenzione di fare. Robert va allo studio televisivo e spara, poi tranquillamente va al ristorante dove aspetta Steve Carr per festeggiare la scena. Qui viene arrestato per l'omicidio in quanto ha sparato pallottole vere. Perry Mason viene interpellato dal produttore del film e, sentito Robert, si convince della sua innocenza: insieme a Della Street e a Paul Drake Jr. troverà gli indizi necessari per smascherare il colpevole in tribunale.

## Curiosità
- Il film ha ricevuto la nomination nel 1987 agli Edgar Allan Poe Awards, un premio statunitense sulle pellicole thriller, fantasy o fantascientifiche.